# Kiss Eszter (színművész)
Kiss Eszter (Budapest, 1971. március 27. –) magyar színésznő, a budapesti Katona József Színház tagja.

## Élete
A budapesti Szilágyi Erzsébet Gimnázium francia tagozatán végezte középiskolai tanulmányait, 1989-ben érettségizett. 1991-től a Színház- és Filmművészeti Egyetem növendéke volt, Zsámbéki Gábor osztályába járt. 1994-ben végzett, ezt követően lett tagja a budapesti Katona József Színháznak, ahol a gyakorlati idejét is töltötte.
Innen tizenegy esztendő elteltével öt évig tartó amerikai tanulmányútra indult családjával. Először Bloomingtonban, az Indianai Egyetem Szegedy-Maszák Mihály vezette magyar tanszékén tartott irodalomórákat magyar szakos hallgatók számára. Ezt követően Chicagóba költözött, ahol több színtársulatnál is játszott, darabot rendezett, s tanított a Chicagói Egyetem drámaiskolájában.
A Katona József Színház Sufni játszóterében 2012-ben mutatta be a Szabó Lőrincet megidéző előadóestjét.
2021-ben a Színház- és Filmművészeti Egyetem doktori iskolájában DLA (Doctor of Liberal Arts) fokozatot szerzett.
Egyedi témaválasztású és hangvételű irodalmi előadásait még amerikai egyetemi munkája során kezdte el kidolgozni, ezeket az elmúlt tíz évben fejlesztette mostani formájára. Rendszeres irodalmi előadásokat tart Budapesten és vidéken egyaránt. Az utóbbi évek eredményeként jelentek meg az internetes felületre optimalizált, különleges megközelítésű irodalmi videói, melyek az "Irodalmi kalandozások" (www.kalandoor.hu) című oldalon érhetők el. 

## Színházi szerepeiből
A Színházi adattárban regisztrált bemutatóinak száma: 62.
- Nyitott házasság[7]
- Alulról az ibolyát! – Ammónia, Láng neje
- Molière: A mizantróp – Ariste nője
- Lorca: Bernarda Alba háza – Amella
- Tersánszky, Grecsó: Cigányok színész – Tényfeltáró újságíró
- Nestroy: A talizmán – Szalome, libapásztorlány
- Dosztojevszkij: Az idióta (A félkegyelmű) – Varja
- Handke: Az óra, amikor semmit nem tudtunk egymásról
- Casanova, a boldogtalan szerelmes
- Vörösmarty: Csongor és Tünde – Kalmár
- Ibsen: Hedda Gabler – Elvstedné
- Bernhard: Heldenplatz – Herta
- Hamvai: Hóhérok hava – Nő a vérpadon
- Hullám és gumikötél
- Congreve: Így él a világ – Mrs Hamish
- Sütő: Káin és Ábel – Arabella
- Gorkij: Kispolgárok - Cvetajeva
- Spiró: Koccanás – Védőnő
- Brecht, Weill: Koldusopera
- Shakespeare: Lear király
- Parti Nagy: Mauzóleum – Ischel Józsefné
- Meller-hadnagy
- Olvasótégely
- Brecht: Puntila úr és szolgája, Matti – Csempész Emma
- Shakespeare: Szeget szeggel – Júlia
- Weöres: Szent György és a Sárkány – Lydia
- Hrabal: Táncórák idősebbeknek és haladóknak – Bubinevkova pincérnő
- Tyukodi pajtás
- Véred íze
- Virágot Algernonnak
- Büchner: Woyzeck – Asszony
- Thomas Bernhard: Heldenplatz (Herta)
- Fassbinder: Petra von Kant (Marlene)
- Brecht: Kurázsi mama és gyermekei (Yvette Pottier)
- Hullám és gumikötél - Szabó Lőrinc előadóest
- Shakespeare: Ahogy tetszik
- Schirach: Terror (Bírósági elnök)

## Filmjei

### Tévéfilmek
- Jelentem versben mesémet (2004)
- Kárpáti Péter: Akárki (2004)
- Erdélyi dekameron (1995)
- Mauzóleum

## Szinkronszerepei

### Filmek
- A nemzet aranya: Abigail Chase – Diane Kruger
- Die Hard – Az élet mindig drága: Officer Jane – Sharon Washington
- Muriel esküvője: Rhonda Epinstalk – Rachel Griffiths
- Szimatoló ellenség: Kareen Cuvelier – Nadia Farès
- Egy csepp méz: Jo – Rita Tushingham
- A világ legszebb története: Mária Magdolna – Joanna Dunham
- Találd ki, ki jön ma vacsorára: Joey Drayton – Katharine Houghton
- Egy zseni, két haver, egy balek: Pembroke lánya – Miriam Mahler
- Manhattan: Jill – Meryl Streep
- Grease 2.: Rhonda Ritter – Alison Price
- Szentivánéji szexkomédia: Dulcy – Julie Hagerty
- Tizenhat szál gyertya: Ginny Baker – Blanche Baker
- Miss Marple történetei 2., A láthatatlan: kéz Megan Hunter – Deborah Appleby
- Csillagos lobogó: Cora Gage – Glenne Headly
- Mystic Pizza: Jojo – Lili Taylor
- Nagymenők: Lois Byrd – Welker White
- Palimadár: Marianne Graves – Goldie Hawn
- Dzsungelláz: Orin Goode – Tyra Ferrell
- Twin Peaks – Tűz, jöjj velem!: Norma Jennings – Peggy Lipton
- Rómeó vérzik: Natalie Grimaldi – Annabella Sciorra
- Rövidre vágva: Zoe Trainer – Lori Singer
- Las Vegas, végállomás: Motoros lány – Shawnee Smith
- Pocahontas: Nakoma (hang) – Michelle St. John
- A salemi boszorkányok: Abigail Williams – Winona Ryder
- Alul semmi: Jean – Lesley Sharp
- Nekem 8: Lisa – Samaria Graham
- Tudom, mit tettél tavaly nyáron: Melissa Egan – Anne Heche
- Godzilla: Audrey Timmonds – Maria Pitillo
- A lé meg a Lola: Lola – Franka Potente
- A bájkeverő: Carol / Penthouse Hostess – Miriam Shor
- A Grincs: Betty Lou Ki – Molly Shannon
- Lóvátett lovagok: Julka – Stefania Rocca
- Mi kell a nőnek?: Lola – Marisa Tomei
- A part: Sal – Tilda Swinton
- 15 perc hírnév: Daphne Handlova – Vera Farmiga
- A Bourne-rejtély: Marie Helena Kreutz – Franka Potente
- Pókember: Idegenvezető a laborlátogatáson – Una Damon
- A zongorista: Tollas nő – Nomi Sharron
- Bolondos Dallamok – Újra bevetésen: Kate – Jenna Elfman
- Charlie angyalai: Teljes gázzal: Dylan Sanders – Drew Barrymore
- Végső állomás 2.: Isabella Hudson – Justina Machado
- Az 50 első randi: Lucy Whitmore – Drew Barrymore
- A Bourne-csapda: Marie Helena Kreutz – Franka Potente
- Terminál: Dolores Torres – Zoë Saldana
- Garfield 2: Meenie (hang) – Jane Horrocks
- A Karib-tenger kalózai: Holtak kincse: Tia Dalma – Naomie Harris
- Batman – A kezdet kezdete: Vicki Vale (hang)
- Mulan: Mulan
- Tarzan: Jane Porter

### Sorozatbeli szinkronszerepei
- Acapulco akciócsoport: Joanna – Christa Sauls
- Ally McBeal: Jenny Shaw – Julianne Nicholson
- A szerelem nevében: Natalia – Paty Díaz
- A vámpír, a vérfarkas és a szellem: Annie – Lenora Crichlow
- A vipera: Yadira – Roxana Castellanos
- Barátok és szerelmek: Venus – Claudia Ortega
- Cheers: Rebecca Howe – Kirstie Alley
- Dinasztia: Amanda Bedford Carrington – Catherine Oxenberg
- Drága doktor úr: Concetta 'Cettina' Gargiulo – Lunetta Savino (első hang)
- Halló, halló!: Mimi Labonq – Sue Hodge
- Harmadik műszak: Alexandra 'Alex' Taylor – Amy Carlson
- Martin Chuzzlewit: Charity Pecksniff – Emma Chambers
- New York rendőrei: Officer Janice Licalsi – Amy Brenneman
- Norm Show: Kyra – Vicki Lewis
- Rosalinda: Alcira Ordóñez – Anastasia
- Sailor Moon: Sailor Jupiter/Kino Makoto – Sinohara Emi
- Smallville: Tess Mercer – Cassidy Freeman
- Titokzatos Násztya: Princess Maria Gessen – Marina Aleksandrova
- Trónok harca: Lysa Arryn – Kate Dickie
- Vad angyal: Adelina 'Lina' de Solo – Victoria Onetto
- V.I.P. – Több, mint testőr: Tasha Dexter – Molly Culver (első hang)
- Obi-Wan Kenobi: Negyedik nővér – Rya Kihlstedt

## Díjak
- PUKK-díj (2015)